# العاقبة الفورية (أغنية جون لينون)
العاقبة الفورية (بالإنجليزية: Instant Karma)‏ هي أغنية لموسيقي الروك الإنجليزي «جون لينون» أحيانا يطلق عليها أسم «العاقبة الفورية (كلنا نشع)»، صدرت كأغنية منفردة في فبراير 1970. تركز كلمات الأغنية على مفهوم تكون فيه السببية لأفعال الفرد فورية بدلاً من إثباتها طوال العمر (السببية، والتسبيب هو موضوع فلسفي يعني بالعلاقة بين حدث يسمى السبب وآخر يسمى عاقبة السبب)، والكارما هي مفهوم أخلاقي في المعتقدات الهندوسية والبوذية واليانية والسيخية والطاوية. ويشير إلى مبدأ السببية حيث النوايا والأفعال الفردية تؤثر على مستقبل الفرد. حسن النية والعمل الخير يسهم في إيجاد الكارما الجيدة والسعادة في المستقبل، النية السيئة والفعل السيئ يسهم في إيجاد الكارما السيئة والمعاناة في المستقبل. وترتبط الكارما مع فكرة الولادة الجديدة في الديانات الهندية.
وصلت الأغنية إلى المراكز الخمسة الأولى في قوائم الأغاني البريطانية والأمريكية، حيث تنافست مع أغنية فريق البيتلز «فليكن Let it be»، في الولايات المتحدة، حيث أصبحت أول أغنية فردية منفردة لأحد أعضاء الفرقة تبيع مليون نسخة.
تم الوصول للفكرة وكتابتها وتسجيلها وإصدارها في غضون عشرة أيام، مما يجعلها واحدة من أسرع الأغاني إصدارًا في تاريخ موسيقى البوب. أنتج الأغنية المنتج الأمريكي «فيل سبيكتر» بعد عودته من التقاعد الذي فرضه على نفسه في عام 1966. تم التسجيل في إستوديوهات آبي روود بلندن، باستخدام تقنية جدار الصوت التي تميز لها سبيكتر. ساهم في العزف جورج هاريسون وكلاوس فورمان وألان وايت وبيلي بريستون.

## خلفية الأغنية

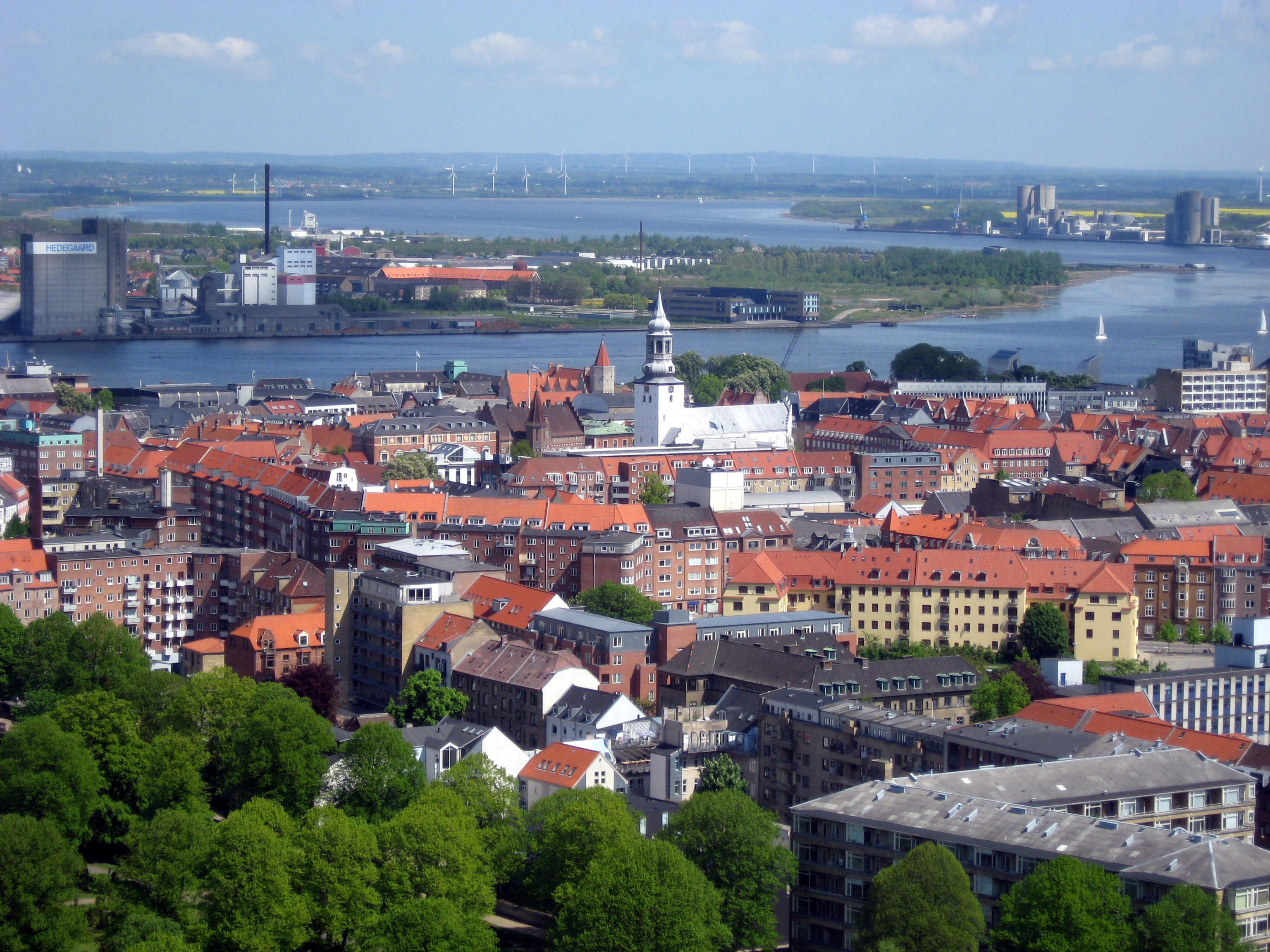
مدينة ألبورج الدنماركية عام 2010

قال جون لينون في حديث إلى مجلة «بلاي بوي»، عام 1980، قبل رحيله بوقت قصير: «كان الجميع يتحاورون عن الكارما... لكن خطر لي أن الكارما فورية، كما أنها تؤثر على حياتك الماضية أو حياتك المستقبلية. هناك بالفعل رد فعل على ما تفعله الآن... أيضًا، أنا مفتون بالإعلانات التجارية والترويج كشكل فني... لذا، كانت فكرة الكارما الفورية مثل فكرة القهوة سريعة التحضير: تقديم شيء ما في شكل جديد».

## طاقم العزف والتسجيل
جون لينون: غناء رئيسي وجيتار صوتي وبيانو، وغناء مساند.
جورج هاريسون: جيتار رئيسي كهربائي وبيانو وغناء مساند.
كلاوس فورمان: جيتار باس وبيانو كهربائي وغناء مساند.
آلان وايت: طبول وبيانو وغناء مساند.
بيلي بريستون: اورجان هاموند ودعم غناء.
يوكو أونو: دعم غناء.
مال إيفانز: إيقاع وتصفيق ودعم غناء.
ألين كلاين ومجموعة نادي هاتشيت بلندن: دعم غناء.

## كلمات الأغنية
العاقبة الفورية سوف تصيبك Instant Karma's gonna get you
سوف تصدم رأسك مباشرة Gonna knock you right on the head
من الأفضل أن تستجمع نفسك You better get yourself together
قريبا جدا سوف تموت Pretty soon you're gonna be dead
في أي شيء من هذا العالم أنت تفكر What in the world you thinking of
تضحك في وجه الحب Laughing in the face of love
ما الذي تحاول فعله بحق السماء What on earth you tryin' to do
الأمر متروك لك، نعم أنت It's up to you, yeah you
العاقبة الفورية سوف تصيبك Instant Karma's gonna get you
سوف تنظر في وجهك مباشرة Gonna look you right in the face
من الأفضل أن تستجمع نفسك يا عزيزي Better get yourself together darlin'
إنضم إلى الجنس البشري Join the human race
كيف سترى العالم How in the world you gonna see
تضحك على الحمقى مثلي Laughin' at fools like me
من تظن نفسك بحق الجحيم؟ Who in the hell d'you think you are
نجم خارق؟ A super star
حسنا، أنت على حق Well, right you are
حسنًا، نحن جميعًا نتألق Well we all shine on
كالقمر والنجوم والشمس Like the moon and the stars and the sun
حسنًا، نحن جميعًا نتألق Well we all shine on
يا كل شخص..إنضم الينا Everyone come on
ستصيبك الكرمة الفورية Instant Karma's gonna get you
سوف تذهلك Gonna knock you off your feet
من الأفضل التعرف على إخوانك Better recognize your brothers
كل شخص تقابله Ev'ryone you meet
بأى سبب في العالم نحن هنا Why in the world are we here
بالتأكيد ليس لنعيش في الألم والخوف Surely not to live in pain and fear
بأى سبب في العالم أنت هنا Why on earth are you there
عندما تكون في كل مكان When you're ev'rywhere
تعال وإحصل على نصيبك Come and get your share
حسنًا، نحن جميعًا نتألق Well we all shine on
كالقمر والنجوم والشمس Like the moon and the stars and the sun
نعم، كلنا نتألق Yeah we all shine on
تعال مرارا وتكرارا Come on and on and on on on

## وصلات خارجية
https://www.youtube.com/watch?v=xLy2SaSQAtA العاقبة الفورية (أغنية جون لينون)
https://www.songfacts.com/facts/john-lennon/instant-karma العاقبة الفورية (أغنية جون لينون)
https://www.beatlesbible.com/people/john-lennon/songs/instant-karma/ العاقبة الفورية (أغنية جون لينون)
http://www.johnlennon.com/ العاقبة الفورية (أغنية جون لينون)